# Caesar IV
Caesar IV est un jeu vidéo de gestion de type city-builder en 3D sorti en 2006 sur Windows. Il a été développé par Tilted Mill et édité par Sierra Entertainment. 
Il s'agit de la suite de Caesar III. 

## Accueil
| Caesar IV     |      |       |
| Média         | Pays | Notes |
| Gamekult      | FR   | 6/10  |
| GameSpot      | US   | 77 %  |
| Jeuxvideo.com | FR   | 14/20 |
| Joystick      | FR   | 5/10  |